# Ахмедьяров, Лукпан Сайлауович
Лукпа́н Сайла́уович Ахмедья́ров (каз. Лұқпан Сайлауұлы Ахмедьяров; род. 23 декабря 1975, Новопавловка, Западно-Казахстанская область, Казахская ССР, СССР) — казахстанский политический журналист, гражданский активист, правозащитник, главный редактор независимой газеты «Уральская неделя». Лауреат международной премии Питера Маклера 2012 года, присуждаемой международной правозащитной организацией «Репортёры без границ».

## Биография
Лукпан Ахмедьяров родился 23 декабря 1975 года в селе Новопавловка в Теректинского района Западно-Казахстанской области в семье прораба и фельдшера. Происходит из подрода кынык рода байбакты племени байулы.
В 1996 году окончил Западно-Казахстанский Государственный Университет по специальности «учитель географии и биологии». После окончания работал 4 года педагогом в селе Аксуат. В 2001 году Тамаря Еслямова наняла его в качестве журналиста в газету «Уральская неделя».
Во время своей работы в издании, неоднократно задерживался правоохранительными органами. В 2009 году он был арестован на 5 суток «за неуважение к суду». Поводом стало участие Лукпана Ахмедьярова в качестве свидетеля на судебном процессе 11 августа по обвинению бывшего советника акима ЗКО Алпамыса Бектурганова в клевете на акима области Бактыкожи Измухамбетова. По окончании допроса Ахмедьярову судья сказала, что может он остаться в зале, на что журналист ответил: «Нет, ваша честь, спасибо, я в этом балагане не хочу участвовать».
6 января 2011 года был задержан с другими активистами полицией после проведения акции протеста против инициативы о проведении референдума по продлению полномочий президента Казахстана Нурсултана Назарбаева. На плакатах, которые были прикреплены к одежде протестующих, было написано «Я против референдума», «Я за и честные выборы», «Назарбаев мой президент …и я ничего не могу с этим поделать». Позже судом была избрана мера пресечения: арест на 15 суток.

### Покушение 19 апреля 2012 года
Вооружённое нападение на Лукпана Ахмедьярова, корреспондента газеты «Уральская неделя», было совершено поздно вечером 19 апреля 2012 года. Журналист получил 8 ножевых ранений в область сердца и 2 ранения из травматического оружия. Журналист был доставлен в больницу в тяжёлом состоянии.
Международная прессозащитная организация «Комитет защиты журналистов» (The Committee to Protect Journalists), опубликовала на своём сайте заявление, в котором потребовала от казахстанских властей объективного расследования нападения на журналиста и наказания виновных. Обеспокоенность в связи с нападением на Лукпана Ахмедьярова выразила Организация по безопасности и сотрудничеству в Европе(ОБСЕ). Представитель ОБСЕ по вопросам свободы прессы Дуня Миятович заявила, что жестокость этого нападения шокирует, и призвала казахстанские власти немедленно расследовать покушение на журналиста. Журналистские и прессозащитные организации Казахстана обратились к министру внутренних дел и генеральному прокурору с просьбой взять расследование дела о покушении на Лукпана Ахмедьярова под особый контроль.
В 2013—2014 годах судом были определены участники преступления: нападавшие Манарбек Акбулатов и Алмаз Батырхаиров, организатор Асхат Тахамбетов и водитель Мурсалим Султангереев. По версии следствия, покушение было совершено по заказу директора детско-юношеской спортивной школы по конным видам спорта Нурлана Тахамбетова. За покушение на убийство журналиста суд приговорил Тахамбетова к 14 годам колонии. Сроки от 11 до 14 лет получили четверо его сообщников.
В 2016 году один из нападавших — 27-летний Манарбек Акбулаков, который нанёс ножевые ранения журналисту, скоропостижно скончался во время этапирования в другую колонию.
По мнению самого журналиста «все арестованные прямо или косвенно указывают на начальника областного управления спорта Муслима Ундаганова — чиновника, который давно известен тем, что в девяностые годы был лидером ОПГ». Однако причастность Ундаганова к покушению на журналиста расследована так и не была.